# Bixad (okręg Covasna)
Bixad (węg. Sepsibükszád) – wieś w Rumunii, w okręgu Covasna, w gminie Bixad. W 2011 roku liczyła 1799 mieszkańców.